# 도쿄도 제6구
도쿄도 제6구(일본어: 東京都第6区)는 일본의 중의원 선거구이다. 일본에서 2번째로 인구가 많은 지역구이다. 
2000년 제44회 일본 중의원 의원 총선거에서 당선된 이시이 고키 의원이 이시이 고키 살인사건에 연루되어 살해당한 적이 있었다.

## 역사
1994년 공직선거법 개정으로 신설되었으며, 2013년과 2017년에 구역 변동이 있었다. 

## 지역
- 세타가야구 일부 (와카바야시, 세타가야, 쿄도, 우메가오카, 다이타, 시모키타자와, 마츠바라, 아카츠츠미, 소시가야, 세이조, 후나바시, 키타미, 키누타, 카미키타자와, 카미소시가야, 카라스야마)

세카가야구의 북부와 서부 일대를 관할한다.

## 역대 국회의원
| 선거            | 선거          | 의원              | 정당       |
| --------------- | ------------- | ----------------- | ---------- |
|                 | 1996년 제41회 | 이와쿠니 데슨도   | 신진당     |
|                 | 2000년 제42회 | 이시이 고키       | 민주당     |
| 2002년 보궐선거 | 고미야마 요코 |                   | 민주당     |
| 2003년 제43회   | 고미야마 요코 |                   | 민주당     |
|                 | 2005년 제44회 | 오치 다카오       | 자유민주당 |
|                 | 2009년 제45회 | 고미야마 요코     | 민주당     |
|                 | 2012년 제46회 | 오치 다카오       | 자유민주당 |
| 2014년 제47회   |               | 오치 다카오       | 자유민주당 |
|                 | 2017년 제48회 | 오치아이 다카유키 | 입헌민주당 |

## 역대 선거 결과

### 2017년 (제48회)
|  | 40.81% |

|  | 40.01% |

|  | 17.42% |

|  | 1.75% |

## 같이 보기
- 도쿄도 선거구